# 179-а танкова дивизия от резерва (Вермахт)
179-а танкова дивизия от резерва (на немски: 179. Reserve-Panzer-Division) е танкова дивизия от Вермахта взела участие в средата на бойните действия на Втората световна война. Сформирана е още по времето на Ваймара под името на 9-и окръжен корпус, преименуван през април 1943 г. на 179-а танкова дивизия, а от 30 юли и на танкова дивизия от резерва. Към май 1944 г. част от 16-а танково-гренадирска дивизия.

## Командири
- Генерал-лейтенант Макс фон Хартлиб (20 юни 1940 – 19 януари 1942)
- Генерал-майор Валтер фон Болтенщерн (20 януари 1942 – 10 май 1944)

## Структура
- 1-ви танков батальон от резерва
- 81-ви танково-гренадирски полк от резерва
- 29-и гренадирски полк от резерва
- 29-и артилерийски батальон от резерва
- 1-ви танково-разузнавателен батальон от резерва
- 9-и батальон САУ от резерва